# Landtagswahlkreis Potsdam-Mittelmark II
Der Wahlkreis Potsdam-Mittelmark II (Wahlkreis 18) ist ein Landtagswahlkreis in Brandenburg. Er umfasst die Städte Beelitz, Bad Belzig und Treuenbrietzen, die Gemeinden Seddiner See, Michendorf und Wiesenburg/Mark sowie die Ämter Brück und Niemegk aus dem Landkreis Potsdam-Mittelmark. Wahlberechtigt waren bei der letzten Landtagswahl 56.368 Einwohner.

## Landtagswahl 2024
Bei der Landtagswahl 2024 wurde Melanie Balzer im Wahlkreis direkt gewählt. Die weiteren Ergebnisse:
| Gegenstand der Nachweisung | Gegenstand der Nachweisung | Erst- stimmen | Erst- stimmen | Zweit- stimmen | Zweit- stimmen |
| Bewerber                   | Partei                     | Anzahl        | %             | Anzahl         | %              |
| -------------------------- | -------------------------- | ------------- | ------------- | -------------- | -------------- |
| Wahlberechtigte            | Wahlberechtigte            | 57.301        | –             | 57.301         | –              |
| Wählende                   | Wählende                   | 44.468        | 77,6          | 44.468         | 77,6           |
| Ungültige Stimmen          | Ungültige Stimmen          | 585           | 01,3          | 334            | 00,8           |
| Gültige Stimmen            | Gültige Stimmen            | 43.883        | 98,7          | 44.134         | 99,2           |
| davon                      |                            |               |               |                |                |
| Melanie Balzer             | SPD                        | 16.809        | 38,3          | 15.092         | 34,2           |
| Peer Dorow                 | AfD                        | 11.068        | 25,2          | 10.127         | 22,9           |
| Jens Schreinicke           | CDU                        | 8.060         | 18,4          | 5.775          | 13,1           |
| Christian Wessel           | GRÜNE                      | 1.790         | 04,1          | 2.652          | 06,0           |
| Matthias Frey              | Die Linke                  | 2.266         | 05,2          | 1.242          | 02,8           |
| Carina Simmes              | BVB/FW                     | 3.297         | 07,5          | 1.062          | 02,4           |
| Annabell Krohn             | FDP                        | 593           | 01,4          | 454            | 01,0           |
| –                          | Tierschutzpartei           | -             | -             | 934            | 02,1           |
| Jeannette Paech            | Plus (Piraten, ÖDP, Volt)  | -             | -             | 392            | 00,9           |
| –                          | BSW                        | -             | -             | 6.073          | 13,8           |
| –                          | III. Weg                   | -             | -             | 42             | 00,1           |
| –                          | DKP                        | -             | -             | 31             | 00,1           |
| –                          | DLW                        | -             | -             | 156            | 00,4           |
| –                          | WU                         | -             | -             | 102            | 00,2           |

## Landtagswahl 2019
Bei der Landtagswahl 2019 wurde Günter Baaske im Wahlkreis direkt gewählt.
| Direktkandidat       | Partei           | Erststimmen in % | Zweitstimmen in % |
| -------------------- | ---------------- | ---------------- | ----------------- |
| Günter Baaske        | SPD              | 36,3             | 30,2              |
| Anja Schmollack      | CDU              | 15,3             | 15,4              |
| Claudia Sprengel     | Die Linke        | 8,4              | 9,3               |
| Kai Kristian Laubach | AfD              | 18,4             | 19,7              |
| Andreas Koske        | GRÜNE            | 10,7             | 11,9              |
| Winfried Ludwig      | BVB/FW           | 7,6              | 5.4               |
| –                    | PIRATEN          | –                | 0,7               |
| Tim Kehrwieder       | FDP              | 3,2              | 4,2               |
| –                    | ÖDP              | –                | 0,5               |
| –                    | Tierschutzpartei | –                | 2,4               |
| –                    | V-Partei³        | –                | 0,2               |

## Landtagswahl 2014
Bei der Landtagswahl 2014 wurde Günter Baaske im Wahlkreis direkt gewählt.
Die weiteren Wahlkreisergebnisse:
| Direktkandidat      | Partei    | Erststimmen in % | Zweitstimmen in % |
| ------------------- | --------- | ---------------- | ----------------- |
| Günter Baaske       | SPD       | 44,9             | 37,2              |
| Astrit Rabinowitsch | Die Linke | 14,1             | 16,0              |
| Ludwig Burkardt     | CDU       | 21,0             | 22,0              |
| Elke Seidel         | GRÜNE     | 6,2              | 6,5               |
|                     | FDP       |                  | 1,6               |
|                     | NPD       |                  | 1,8               |
| Bärbel Schüler      | BVB/FW    | 2,5              | 2,3               |
|                     | REP       |                  | 0,2               |
|                     | DKP       |                  | 0,2               |
| Sven Schröder       | AfD       | 9,9              | 10,6              |
| Gerhard Luhmer      | PIRATEN   | 1,4              | 1,7               |

## Landtagswahl 2009
Bei der Landtagswahl 2009 wurde Günter Baaske im Wahlkreis direkt gewählt.
Die weiteren Wahlkreisergebnisse:
| Direktkandidat      | Partei              | Erststimmen in % | Zweitstimmen in % |
| ------------------- | ------------------- | ---------------- | ----------------- |
| Günter Baaske       | SPD                 | 41,8             | 38,5              |
| Astrit Rabinowitsch | Die Linke           | 24,2             | 24,5              |
| Ludwig Burkardt     | CDU                 | 17,7             | 17,8              |
| -                   | DVU                 | -                | 01,0              |
| Elke Seidel         | GRÜNE               | 05,5             | 05,3              |
| Dietmar Hummel      | FDP                 | 05,8             | 07,2              |
| -                   | 50 Plus             | -                | 00,5              |
| -                   | DKP                 | -                | 00,2              |
| -                   | REP                 | -                | 00,2              |
| -                   | Die-Volksinitiative | -                | 00,5              |
| Jens Kramp          | NPD                 | 02,4             | 02,1              |
| -                   | RRP                 | -                | 00,6              |
| Tino Schwäbisch     | Freie Wähler        | 01,6             | 01,5              |
| Amrei Wolf          | Einzelbewerber      | 00,9             | -                 |

## Landtagswahl 2004
Die Landtagswahl 2004 hatte folgendes Ergebnis:
| Direktkandidat      | Partei          | Erststimmen in % | Zweitstimmen in % |
| ------------------- | --------------- | ---------------- | ----------------- |
| Günter Baaske       | SPD             | 38,2             | 35,4              |
| Astrit Rabinowitsch | PDS             | 24,9             | 25,7              |
| Dieter Braune       | CDU             | 18,6             | 19,1              |
| –                   | DVU             | –                | 05,1              |
| Andreas Gronemeier  | FDP             | 04,8             | 03,5              |
| Elke Seidel         | Grüne           | 04,1             | 04,0              |
| Frank Baier         | Graue           | 03,1             | 02,0              |
| –                   | Familie         | –                | 02,5              |
| Karl-Ernst Schüler  | Einzelbewerber  | 02,3             | –                 |
| Herbert Grüneberg   | AfW             | 02,0             | 00,5              |
| Mario Gent          | JA              | 01,1             | 00,4              |
| Nikolaus Metz       | AUB-Brandenburg | 01,0             | 00,4              |
| –                   | DKP             | –                | 00,2              |
| –                   | 50Plus          | –                | 00,5              |
| –                   | Offensive D     | –                | 00,1              |
| –                   | BRB             | –                | 00,5              |